# Новоколхозне
Новоколхозне (рос. Новоколхозное) — селище Німанського району, Калінінградської області Росії. Входить до складу Жилінського сільського поселення.
Населення —  567 осіб (2015 рік). 